# Liste des sites Natura 2000 de la Manche
Cet article recense les sites Natura 2000 de la Manche, en France.

## Statistiques
La Manche compte 24 sites classés Natura 2000. 18 bénéficient d'un classement comme site d'intérêt communautaire (SIC), 6 comme zone de protection spéciale (ZPS).

## Liste
| Site                                                                     | Type | Superficie (ha) | Fiche     | Coordonnées                        | Photo |
| ------------------------------------------------------------------------ | ---- | --------------- | --------- | ---------------------------------- | ----- |
| Ancienne mine de Barenton                                                | SIC  | +0 0003,01      | FR2502009 | 48° 38′ 04″ nord, 0° 47′ 56″ ouest |       |
| Anse de Vauville                                                         | SIC  | +13 073,        | FR2502019 | 49° 36′ 30″ nord, 1° 55′ 26″ ouest |       |
| Baie du Mont-Saint-Michel                                                | SIC  | +38 747,        | FR2500077 | 48° 40′ 29″ nord, 1° 38′ 26″ ouest |       |
| Baie de Seine occidentale                                                | SIC  | +45 566,        | FR2502020 | 49° 29′ 39″ nord, 1° 05′ 45″ ouest |       |
| Banc et récifs de Surtainville                                           | SIC  | +14 070,        | FR2502018 | 49° 25′ 50″ nord, 1° 54′ 35″ ouest |       |
| Bassin de l'Airou                                                        | SIC  | +00730,         | FR2500113 | 48° 50′ 39″ nord, 1° 21′ 26″ ouest |       |
| Chausey                                                                  | SIC  | +82 943,        | FR2500079 | 48° 51′ 09″ nord, 1° 47′ 10″ ouest |       |
| Coteaux calcaires et anciennes carrières de la Meauffe, Cavigny et Airel | SIC  | +00044,9        | FR2502012 | 49° 11′ 13″ nord, 1° 06′ 14″ ouest |       |
| Havre de Saint-Germain-sur-Ay et landes de Lessay                        | SIC  | +04 061,        | FR2500081 | 49° 12′ 45″ nord, 1° 37′ 04″ ouest |       |
| Landes du Tertre-Bizet et fosse Arthour                                  | SIC  | +00222,         | FR2500076 | 48° 39′ 13″ nord, 0° 44′ 25″ ouest |       |
| Littoral Ouest du Cotentin de Bréhal à Pirou                             | SIC  | +03 336,        | FR2500080 | 49° 00′ 00″ nord, 1° 34′ 19″ ouest |       |
| Littoral Ouest du Cotentin de Saint-Germain-sur-Ay au Rozel              | SIC  | +02 316,        | FR2500082 | 49° 19′ 25″ nord, 1° 42′ 01″ ouest |       |
| Marais du Cotentin et du Bessin - Baie des Veys                          | SIC  | +29 270,        | FR2500088 | 49° 22′ 07″ nord, 1° 09′ 23″ ouest |       |
| Massif dunaire de Heauville à Vauville                                   | SIC  | +00707,         | FR2500083 | 49° 35′ 56″ nord, 1° 49′ 54″ ouest |       |
| Récifs et landes de la Hague                                             | SIC  | +09 187,        | FR2500084 | 49° 43′ 22″ nord, 1° 57′ 41″ ouest |       |
| Récifs et marais arrière-littoraux du cap Lévi à la pointe de Saire      | SIC  | +15 403,        | FR2500085 | 49° 42′ 42″ nord, 1° 18′ 10″ ouest |       |
| Tatihou - Saint-Vaast-la-Hougue                                          | SIC  | +00852,         | FR2500086 | 49° 35′ 31″ nord, 1° 14′ 33″ ouest |       |
| Vallée de la Sée                                                         | SIC  | +01 424,        | FR2500110 | 48° 43′ 34″ nord, 1° 06′ 26″ ouest |       |
| Baie du Mont-Saint-Michel                                                | ZPS  | +47 672,        | FR2510048 | 48° 40′ 00″ nord, 1° 35′ 00″ ouest |       |
| Baie de Seine occidentale Îles Saint-Marcouf                             | ZPS  | +44 488,        | FR2510047 | 49° 29′ 58″ nord, 1° 05′ 45″ ouest |       |
| Basses vallées du Cotentin et baie des Veys                              | ZPS  | +33 695,        | FR2510046 | 49° 21′ nord, 1° 09′ ouest         |       |
| Chausey                                                                  | ZPS  | +82 426,        | FR2510037 | 48° 51′ 08″ nord, 1° 47′ 10″ ouest |       |
| Havre de la Sienne voir Sienne (fleuve)                                  | ZPS  | +02 167,        | FR2512003 | 49° 00′ 05″ nord, 1° 33′ 35″ ouest |       |
| Landes et dunes de la Hague                                              | ZPS  | +04 950,        | FR2512002 | 49° 39′ 10″ nord, 1° 51′ 41″ ouest |       |